# ピアノ五重奏曲 (サン＝サーンス)
ピアノ五重奏曲（ピアノごじゅうそうきょく）イ短調 作品14 は、カミーユ・サン＝サーンスが1855年に完成させたピアノ五重奏曲。

## 概要
本作は1854年から1855年にかけて作曲された。曲の出版には完成から10年の時を待つことになる。曲は母と暮らす作曲者と同居し、彼に最初のピアノの手ほどきを行った大叔母のシャルロッテ・マッソンに献呈された。
この作品はサン＝サーンスが循環形式を採用した最初の作品である。ピアノパートはヴィルトゥオーソ風の技巧を凝らして書かれており、曲中でしばしば協奏曲のように弦楽合奏と対置される。しかし曲が進むにつれて弦楽が主導権を持つ場面が増え、ピアノは協調的な役割を演じていくことになる。1865年に第3楽章と第4楽章にコントラバスをオプションで追加した版が出版社により出されており、サン＝サーンス自身も演奏している。

## 楽曲構成

### 第1楽章
Allegro moderato e maestoso 4/4拍子 イ短調
ソナタ形式。重々しいピアノの和音で幕を開ける。力強いピアノの呼びかけに弦が弱々しく応えるというやり取りを繰り返したのち、ピアノは装飾的な音型を弾き始める（譜例1）。
譜例1
ピアノが三連符を弾き続ける中でクレッシェンドし、譜例2が堂々と奏される。ひとしきり主題を扱うとピアノは譜例1の走句へと戻っていく。
譜例2
やがて静まっていくと、弦楽器から新しい主題が提示されてピアノに始まる反復を受ける（譜例3）。発展して大きな盛り上がりを築く。
譜例3
ピアノが譜例1を奏して区切られると、譜例2に譜例1を織り交ぜた展開となる。続いて譜例3に基づく発展をみせた後、楽章冒頭の音型が現れる。これに呼応してピアノがカデンツァ風のパッセージを紡ぎ、再現部へと入る。再現部は提示部と同様の構成を持ち、譜例1、譜例2と順次進み、譜例3も再現される。コーダでは、譜例1を奏するピアノに対して弦楽器が譜例2、その反行形、さらに楽章冒頭の音型の縮小形を組み合わせるという複雑な対位法的処理が行われる。最後は楽章冒頭の音型を繰り返しながら重々しく幕を下ろす。

### 第2楽章
Andante sostenuto 3/8拍子 ヘ長調
まず、ピアノが単独でコラール風で讃美歌を想わせる譜例4の旋律を奏でる。やがて弦楽器が加わって一体となって進む。
譜例4
2つのヴァイオリンがトレモロでヘミオラの伴奏音型を奏する中、ヴィオラが第2の主題を提示する（譜例5）。そこへチェロをはじめてとして他の楽器が対位法的に参加していく。
譜例5
高潮した後に落ち着きを取り戻してピアノから変ホ長調で譜例4が出されそうになると、ヴィオラが6連符による素早い音型を挿入する。この音型は他の楽器にも広がっていき、変イ長調で譜例4が奏される背後で断続的に聞こえるようになる。その喧噪が止むとヘ長調での譜例4の再現となり、勢いを減じながら休むことなく次の楽章に接続される。

### 第3楽章
Presto 6/8拍子 イ短調
ソナタ形式とも捉え得る構成。前の楽章で挿入されていた素早い音型に似た動きが、ピアノの低音域で急速に奏される（譜例6）。
譜例6
ピアノが忙しなく動き回る傍らで、ヴァイオリンに譜例7の音型が出てくる。やがてピアノのパッセージがユニゾンとなって熱を帯びてくると、その頂点でピアノが譜例7をはっきりと示す。これを第2主題を看做すことができる。
譜例7
さらに第2主題に続いて3つ目の主要要素が登場する。第2の主題は副次主題、第3の主題は結尾主題と呼称しても差し支えない。しばらくすると譜例6を中心とする進行へと戻り、展開部となる。一時、対位法的に声部が絡み合う中間エピソードでは、第3の主題が分解されて各楽器で奏されて組み合わされる。その後はアパッショナートの新しい旋律も現れて展開が続けられる。再度譜例6の慌ただしい楽想へと回帰して再現部に至り、手短にまとめられて譜例7も現れる。クライマックスを迎えた後は次第に音量を落としていく。最後は第1楽章冒頭の序奏と同じ音型を聞かせつつ静かな結びとなる。

### 第4楽章
Allegro assai, ma tranquillo 4/4拍子 イ長調
小ソナタ形式。まず、低音側から順に弦楽器が譜例8を奏していき、4声のフガートを形成して次第に音量が増してくる。
譜例8
ピアノが入ったところでヴァイオリンが主題を提示する（譜例9）。この主題は第1楽章第2主題（譜例3）を想起させる。ピアノが引き継いで繰り返し、大きな盛り上がりを築く。
譜例9
譜例8と譜例9を組み合わせた楽句が続き、さらに第1楽章の譜例3の一部が挿入され、やがて静まっていく。提示部と再現部の間には6小節の間奏が挿入され、弦楽器の間で単音の音型が受け渡されていく。この音型が残り続け、ピアノから再現される第1主題の対旋律として機能し、次第に細分化されて16分音符の急速な動きに発展する。譜例9を再現した後は2/2拍子に転じ、譜例3を利用した結尾句が描かれていく。コーダを経て、イ長調で明るく全曲に終止符を打つ。